# Коста Цокев
Коста Цокев е български учител, кмет на Стара Загора в периода декември 1918 – октомври 1919 г.

## Биография
Роден е през 1867 г. в Габрово. Завършва местната Априловска гимназия, а след това и педагогическото училище в Казанлък. Учителства в различни градове. Става кмет на града в месеците след Първата световна война. Умира през 1933 г. в Стара Загора.